# Flat-Pack Philosophy
Flat-Pack Philosophy es el octavo álbum de estudio de la banda británica de pop punk Buzzcocks, publicado el 7 de marzo de 2006 a través de la compañía discográfica Cooking Vinyl.

## Lista de canciones
| N.º | Título                    | Escritor(es) | Duración |  |
| 1.  | «Flat-Pack Philosophy»    | Pete Shelley | 3:06     |  |
| 2.  | «Wish I Never Loved You»  | Shelley      | 2:38     |  |
| 3.  | «Sell You Everything»     | Steve Diggle | 2:25     |  |
| 4.  | «Reconciliation»          | Shelley      | 2:57     |  |
| 5.  | «I Don't Exist»           | Shelley      | 2:20     |  |
| 6.  | «Soul Survivor»           | Diggle       | 1:41     |  |
| 7.  | «God, What Have I Done»   | Shelley      | 2:16     |  |
| 8.  | «Credit»                  | Shelley      | 3:22     |  |
| 9.  | «Big Brother Wheels»      | Diggle       | 2:39     |  |
| 10. | «Dreamin'»                | Shelley      | 2:40     |  |
| 11. | «Sound of a Gun»          | Diggle       | 2:27     |  |
| 12. | «Look at You Now»         | Shelley      | 2:16     |  |
| 13. | «I've Had Enough»         | Shelley      | 2:29     |  |
| 14. | «Between Heaven and Hell» | Diggle       | 3:16     |  |

## Personal
- Pete Shelley – guitarra, voz
- Steve Diggle – guitarra, voz
- Tony Barber – bajo
- Philip Barker – batería